# Return to Horror High
Return to Horror High es una película estadounidense de terror y comedia de 1987 producida por Greg H. Sims, dirigida por Bill Froehlich, escrita por Mark Lisson, Dana Escalante, Greg H. Sims y Bill Froehlich; y protagonizada por Scott Jacoby, Vince Edwards, Al Fann, Panchito Gómez, Richard Brestoff y George Clooney.

## Argumento
En 1982, la ciudad de Crippen fue sacudida por una serie de asesinatos en el instituto local y el asesino nunca fue atrapado. Unos años después Cosmic Pictures, la compañía del productor Harry Sleerik, ha llegado a Crippen para rodar una película lo más barata posible sobre los asesinatos. Pero parece que el asesino sigue todavía allí, y los actores y el equipo técnico de la película van desapareciendo uno por uno..Depende del exalumno Steven Blake y Callie Cassidy llegar al fondo de esto.

## Reparto[2]
| Actor / Actriz      | Personaje                             |
| ------------------- | ------------------------------------- |
| Lori Lethin         | Callie Cassidy / Sarah Walker / Susan |
| Brendan Hughes      | Steven Blake                          |
| Alex Rocco          | Harry Sleerik                         |
| Scott Jacoby        | Josh Forbes                           |
| Richard Brestoff    | Arthur Lyman Kastleman                |
| Andy Romano         | Director Kastleman                    |
| Al Fann             | Amos                                  |
| Pepper Martin       | Jefe Deyner                           |
| Maureen McCormick   | Agente Tyler                          |
| Vince Edwards       | Richard Birnbaum                      |
| Michael Eric Kramer | Donny Porter                          |
| George Clooney      | Oliver.                               |
| Panchito Gómez      | Choo Choo                             |
| Marvin J. McIntyre  | Robbie Rice                           |
| Philip McKeon       | Richard Farley                        |
| Remy O'Neill        | Esther Molvania                       |
| John Besmehn        | Templeton Smithee                     |
| Darcy DeMoss        | Sheri Haines                          |
| Will Etra           | Mangles Face / Hatchet Face           |

## Lanzamiento
La película tuvo un lanzamiento limitado en cines de Estados Unidos por New World Pictures en enero de 1987 y recaudó $1,189,709 en taquilla.En México el film fue estrenado en cines el 12 de febrero de 1988 con el título Regreso a la escuela del horror. En Argentina fue transmitida en el ciclo de TV Viaje a lo Inesperado, el 16 de junio de 1990 por Canal 12.